# Acta Baltico-Slavica
"Acta Baltico-Slavica" – rocznik historyczny i archeologiczny, etnograficzny i językoznawczy, wydawany w latach 1964–1973 w Białymstoku przez Białostockie Towarzystwo Naukowe, w latach 1976–1991 we Wrocławiu przez Ossolineum, od roku 1992 w Warszawie przez Instytut Slawistyki PAN. Publikuje prace w językach: polskim, angielskim i rosyjskim, dotyczące stosunków politycznych, społecznych, gospodarczych, kulturalnych i kontaktów językowych między ludami bałtyckimi a słowiańskimi dawniej i obecnie.
Od Vol. 38, 2014 rocznik ukazuje się tylko w wersji elektronicznej.
Redaktorzy naczelni: 
- Jerzy Antoniewicz (1964–1970), następnie pismo nie ukazywało się,
- Tadeusz Cieślak (1973), następny numer ukazał się w 1976
- Jan Safarewicz (1976–1992),
- Iryda Grek-Pabisowa (1992–2013),
- Anna Zielińska (2014–2018),
- Zofia Sawaniewska-Mochowa (2018–2020)
- Maksim Duszkin (od 2020).